# Sorga
Sorga település Olaszországban, Veneto régióban, Verona megyében. Lakosainak száma 2924 fő (2023. január 1.). Sorga San Giorgio Bigarello, Castelbelforte, Erbè, Gazzo Veronese, Nogara, Villimpenta és Castel d’Ario községekkel határos.

## Népesség
A település népességének változása:
| Lakosok száma | 3000 | 3019 | 2924 |
|               | 2017 | 2018 | 2023 |